# Trilogía de la venganza
La trilogía de la venganza (en coreano: 복수 삼부작) es una serie de tres películas, Sympathy for Mr. Vengeance, Oldboy y Chinjeolhan geumjassi, dirigida por el cineasta surcoreano Park Chan-wook. Cada una aborda los temas de venganza, violencia y salvación. Las películas no están conectadas narrativamente y fueron los críticos internacionales los que acuñaron el término por sus vínculos temáticos.

## Sympathy for Mr. Vengeance (2002)
La primera entrega de la trilogía de Park fue la película de 2002, Sympathy for Mr. Vengeance, una historia sombría y violenta sobre una venganza que sale mal. Cuenta la historia de un hombre sordomudo que secuestra a una niña para pagar por un trasplante de riñón para su hermana. Cuando la niña muere accidentalmente, su afligido padre va en busca de respuestas y venganza. La película tuvo un desempeño relativamente pobre en la taquilla en Corea del Sur, terminando en el puesto 30 en el ranking tiquetería. Sólo logró recuperar menos de la mitad de sus costos de producción en taquillas tanto nacionales como extranjeras. En los Estados Unidos obtuvo ingresos brutos de $ 45,289.

## Oldboy (2003)
La siguiente película de Park en la trilogía fue la exitosa película de 2003, Oldboy. Esta cuenta la historia de un hombre encarcelado durante quince años y luego liberado sin explicación de por qué fue confinado y puesto en libertad en primer lugar. Ahora, le han dado cinco días para averiguar la verdadera identidad de su captor y descubrir por qué fue encarcelado, o su nuevo interés amoroso será asesinado. La película fue muy bien recibida en los festivales de cine y en la taquilla en Corea del Sur. Ganó el premio Gran Premio del Jurado en el Festival de Cine de Cannes en 2004 y recibió excelentes reacciones de parte de los críticos. La película ha ganado un seguimiento de culto en los años posteriores a su lanzamiento y se considera un clásico moderno.
Una adaptación de la película hecha para el público estadounidense fue hecha por Spike Lee en 2013.

## Chinjeolhan geumjassi (2005)
La tercera y última entrega de la trilogía fue la película de 2005, Chinjeolhan geumjassi; distribuida en el mundo hispanohablante bajo los títulos de Sympathy for Lady Vengeance, Empatía por la mujer venganza y Señora venganza. La película cuenta la historia de una joven inocente liberada de la cárcel después haber sido condenada por el asesinato de un niño, siendo que el verdadero culpable aún se encuentra prófugo. Una vez liberada, busca a su hija perdida hace mucho tiempo y revela su plan de venganza contra el hombre espantoso por el que tuvo que servir tras las rejas. Esta película también fue bien recibida por la crítica y el público de Corea del Sur por igual. Recaudó $ 7,382,034 en su primera semana y compitió por el León de Oro en el 62 ° Festival Internacional de Cine de Venecia en septiembre de 2005.

## Actores recurrentes
Numerosos actores y actrices aparecen a lo largo de la trilogía, a veces solo como cameos.
- Oh Kwang-rok es el único actor que apareció en las tres películas.
- Song Kang-ho como Park Dong-jin en Sympathy for Mr. Vengeance, como un sicario en Chinjeolhan geumjassi.
- Shin Ha-kyun como Ryu en Sympathy for Mr. Vengeance, como un sicario en Chinjeolhan geumjassi.
- Choi Min-sik como Oh Dae-su en Oldboy, el Sr. Baek en Chinjeolhan geumjassi.
- Yoo Ji-tae como Lee Woo-jin en Oldboy, mayor Won-mo en Chinjeolhan geumjassi.
- Kang Hye-jung como Mi-do en Oldboy, locutor de TV en Chinjeolhan geumjassi.
- Oh Dal-su como Park Cheol-woong en Oldboy, Mr. Chang en Chinjeolhan geumjassi.
- Kim Byeong-ok como el Sr. Han en Oldboy, el predicador en Chinjeolhan geumjassi.